# Heinrich Luden
Heinrich Luden (Loxstedt, 10 aprile 1778 – Jena, 23 maggio 1847) è stato uno storico tedesco.

## Biografia
Frequentò la Domschule und Athenaeum di Brema, successivamente si iscrisse all'Università Georg-August di Gottinga dove studiò teologia. Inizialmente approfondì gli studi con lo storico August Ludwig von Schlözer, proseguì con Johannes von Müller, il quale gli consigliò di dedicarsi agli studi storici.  Nel 1804 fu assunto come insegnante privato nella casa di Christoph Wilhelm Hufeland. Un anno dopo scrisse una tesi su Christian Thomasius. Scrisse, inoltre, biografie su Hugo Grotius nel 1806 e Sir William Temple nel 1808.
Nel 1806 fu nominato professore associato di storia e nel 1810 professore di storia presso l'Università di Jena. Si dedicò alla storia tedesca, nella speranza di poter creare una coscienza nazionale tedesca. Scrisse quindi numerose opere sull'unità e sulla libertà.
Durante le sue lezioni presso l'Università di Jena, non mancò mai di pronunciare ai suoi studenti l'importanza della sovranità popolare, influenzato sicuramente dai pensieri illuministi francesi, tra tutti ovviamente Jean-Jacques Rousseau.
Nel 1820 venne nominato deputato presso il Granducato di Sassonia-Weimar-Eisenach, rimanendone uno dei membri più attivo fino al 1832. Dopo i decreti di Karlsbad, che proibivano tendenze liberali e nazionali in Germania, gli fu proibito di tenere conferenze. Tra i suoi allievi più famosi vi fu anche lo storico Johannes Voigt.
La sua opera principale rimane la "Storia del popolo tedesco", pubblicata con la speranza di creare un sentimento nazionale in tutta la Germania.

## Opere
- Storia del popolo tedesco, in lingua tedesca
  - Primo volume Geschichte des teutschen Volkes - Heinrich Luden - Google Books
  - Secondo volume 
  - Terzo volume 
  - Quarto volume 
  - Quinto volume 
  - Sesto volume 
  - Settimo volume 
  - Ottavo volume 
  - Nono volume 
  - Decimo volume 
  - Undicesimo volume 
  - Dodicesimo volume
- Storia dei tedeschi, in lingua tedesca
  - Primo volume 
  - Secondo volume 
  - Terzo volume